# أرقام سريلية
الأرقام السريلية هو نظام عد اشتُق من الأبجدية السريلية واستخدمته شعوب السلاف الغربيون والشرقيون. وبقي هذا النظام يستخدم في روسيا حتى أوائل القرن الثامن عشر عندما استبدلة بيتر الأول بالأرقام العربية.
يشبه هذا النظام بشكل كبير نظام العد الإغريقي، حيث يعين حرف يعبر عن كل رقم من الأرقام المفردة (1, 2, ... 9) ومضاعفات العدد 10 (10, 20, ... 90) ومضاعفات العدد 100 (100, 200, ... 900). تكتب الألفاظ كما تلفظ من اليسار إلى اليمين، ما عدا الأعداد من 11 إلى 19 فإنها تلفظ وتكتب من اليمين إلى اليسار. ولتمييز الأعداد عن النص المكتوب توضع إشارة تشبه علامة المدة (بالإنجليزية: titlo) فوق الأرقام.
]